# Nesophyla nigrifrons
Nesophyla nigrifrons är en insektsart som beskrevs av Henry Fairfield Osborn 1934. Nesophyla nigrifrons ingår i släktet Nesophyla och familjen dvärgstritar. Inga underarter finns listade i Catalogue of Life.